# Proprioseiopsis murteri
Proprioseiopsis murteri är en spindeldjursart som först beskrevs av Schweizer 1961.  Proprioseiopsis murteri ingår i släktet Proprioseiopsis och familjen Phytoseiidae. Inga underarter finns listade i Catalogue of Life.